# Clase Benson
La clase Benson fue una clase de destructores de la Marina de los Estados Unidos construidos entre 1939 y 1943. Los treinta destructores de clase Benson de 1.620 toneladas se construyeron en dos grupos. Los primeros seis se autorizaron en el año fiscal 1938 (FY38) y se colocaron en Bethlehem Steel, Quincy, Massachusetts y tres astilleros navales. Los restantes 24 " Benson repetidos " fueron autorizados en 1940-1942 y construidos en cuatro astilleros de Bethlehem Steel. Se establecieron después de que se encargó el primer grupo. Estos más los "repetidos Livermores" (también conocidos como "repetidos Gleave") también se conocían en ese momento como clase Bristol. 
Durante la Segunda Guerra Mundial, los Benson generalmente se combinaban con los clase Livermore (más correctamente, la clase Gleaves) como la clase Benson-Livermore; esto persistió en las referencias hasta al menos la década de 1960. En algunas referencias, ambas clases se combinan y se denominan clase Benson. Los destructores de clase Benson y Gleaves fueron la columna vertebral de las Patrullas de Neutralidad de antes de la guerra y llevaron la acción al enemigo al participar en todas las campañas importantes de la guerra.